# 1388년

## 연호
- 명(明) 홍무(洪武) 21년
- 북원(北元) 천원(天元) 10년
- 일본(日本) 남조(南朝) 겐추(元中) 5년
- 일본(日本) 북조(北朝) 가케이(嘉慶) 2년
- 쩐 왕조(陳朝) 쓰엉푸(昌符) 12년 / 꽝타이(光泰) 원년

## 기년
- 명(明) 태조 홍무제(太祖 洪武帝) 21년
- 북원(北元) 천원제(天元帝) 10년
- 고려(高麗) 우왕(禑王) 14년
- 쩐 왕조(陳朝) 영덕왕(靈德王) 11년 / 순종(順宗) 원년

## 사건
- 무진피화(戊辰被禍), 1388년 정월
- 명나라가 철령위 설치를 통보함.
- 5월 22일 - 위화도 회군이 발생함.
- 6월 8일 - 이성계와 일파는 우왕을 폐하고 강화도로 귀양 보냄.
- 9살의 창 왕자를 옹립함. 고려 33대 국왕 창왕.

## 탄생
- 6월 13일 - 백년 전쟁 당시 잉글랜드 주요 군사령관 솔즈베리 백작 4세 토머스 몬터큐트

## 사망
- 음력 12월 - 고려 말기의 장군 최영
- 고려(高麗)의 문하시중(門下侍中) 이인임(李仁任)